# Дібрівне (Миргородський район)
Дібрівне — село в Україні, у Лохвицькій міській громаді Миргородського району Полтавської області. Населення становить 207 осіб. Колишній орган місцевого самоврядування — Погарщинська сільська рада.

## Назва
У 1995 р. назву села Дібрівка було дещо змінено.

## Географія
Село Дібрівне знаходиться на одному з витоків річки Артополот, нижче за течією на відстані 1,5 км розташоване село Погарщина.

## Історія
12 червня 2020 року, відповідно до розпорядження Кабінету Міністрів України № 721-р «Про визначення адміністративних центрів та затвердження територій територіальних громад Полтавської області», село увійшло до складу Лохвицької міської громади.
19 липня 2020 року, в результаті адміністративно - територіальної реформи та ліквідації Лохвицького району, село увійшло до складу новоутвореного Миргородського району Полтавської області.